# 하노버 국제전시장

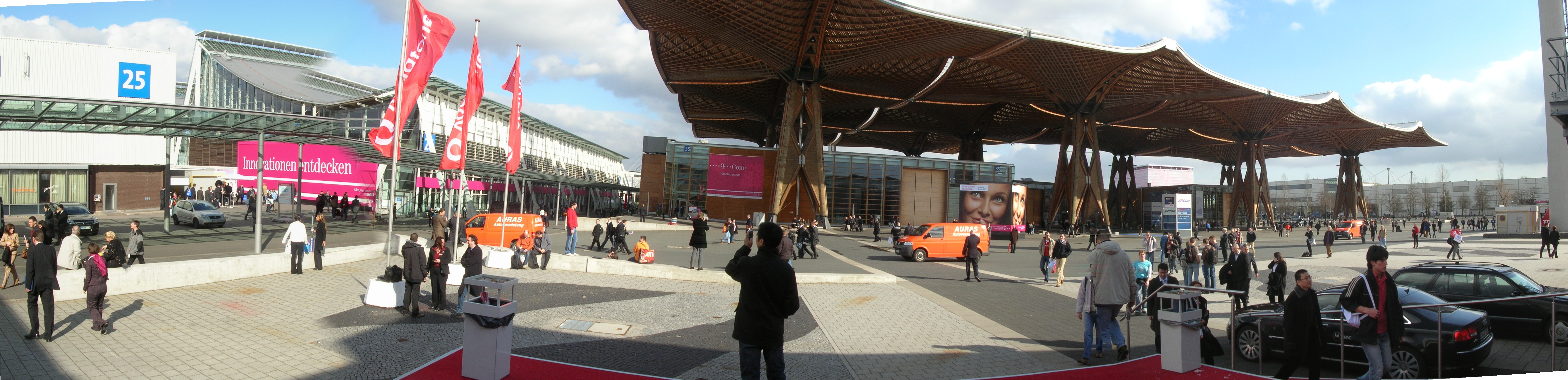

하노버 국제전시장(독일어: Messegelände Hannover) 또는 하노버 박람회장은 독일 하노버 미틀펠드 지역의 견본시이다. 실내 공간은 496,000 제곱미터, 개방 공간은 58,000 제곱미터를 자랑하며 27개의 홀과 파빌리온, 35개의 기능방을 갖춘 1개의 컨벤션 센터가 있고 세계 최대의 전시장으로 간주된다.

## 역사
이 박람회장 지역은 원래 항공기 작품이었다. 제2차 세계 대전 이후 독일의 연합군 군정기의 영국 군정부는 박람회를 열고자 좋은 장소를 물색했는데 독일의 전통적인 박람회장인 라이프치히가 소련 점령지였기에 이용이 불가능했기 때문이다. 하노버의 남부 라트젠이 이 목적에 부합된 것으로 간주되면서 Exportmesse 1947라는 이름의 박람회가 경제 복원을 제고하기 위해 1947년 처음 개최되었다. 이 콘셉트는 성공적인 것으로 입증되어 수년에 걸쳐 계속 개최되고 있다.

## 같이 보기
- 하노버 산업 박람회